# Liste des épisodes de Kaeloo
 (décembre 2018).
Si vous disposez d'ouvrages ou d'articles de référence ou si vous connaissez des sites web de qualité traitant du thème abordé ici, merci de compléter l'article en donnant les références utiles à sa vérifiabilité et en les liant à la section « Notes et références ».
Cet article recense la liste des épisodes de la série d'animation française Kaeloo diffusés depuis le 6 juin 2010 sur Télétoon+, Canal+ Family et Canal+.

## Saisons
| Saison                       | Saison | Épisodes | Épisodes                                                     | Diffusée à l'origine                                        | Diffusée à l'origine | Diffusée à l'origine |
| Saison                       | Saison | Épisodes | Épisodes                                                     | France                                                      | France               | France               |
| Saison                       | Saison | Épisodes | Épisodes                                                     | Début de saison                                             | Fin de saison        | Chaîne d'origine     |
| ---------------------------- | ------ | -------- | ------------------------------------------------------------ | ----------------------------------------------------------- | -------------------- | -------------------- |
|                              | 1      | 52       | 52                                                           | 6 juin 2010                                                 | 28 juillet 2010      | Canal+ Canal+ Family |
|                              | 2      | 52       | 52                                                           | 10 juin 2012 (avant-première)                               | 22 janvier 2013      | Canal+ Canal+ Family |
| 1er décembre 2012 (première) | 2      | 52       | 52                                                           |                                                             | 22 janvier 2013      | Canal+ Canal+ Family |
|                              | 3      | 46       | 1                                                            | 18 décembre 2016 (téléfilm spécial)                         | 10 mars 2018         | Télétoon+            |
| 45                           | 3      | 46       | 21 juillet 2017 (avant-première) 4 septembre 2017 (première) |                                                             | 10 mars 2018         | Télétoon+            |
|                              | 4      | 52       | 52                                                           | 25 décembre 2019 (avant-première) 6 janvier 2020 (première) | 10 décembre 2020     | Télétoon+            |
|                              | 5      | 39       | 39                                                           | 8 avril 2023                                                | 13 avril 2023        | Canal+ Kids          |

## Épisodes

### Pilote (2007)
1. Si on jouait à 1,2,3… j'te saigne : Les z'amis jouent à 1,2,3 soleil.
Note : Cet épisode pilote est un essai du troisième épisode, Si on jouait à 1,2,3... soleil. Cet épisode a été diffusé le 6 juin 2009.

### Saison 1 (2010)
La première saison a été coproduite par Cube Créative et par Canal+ et diffusée depuis le 6 juin 2010
1. Si on jouait à la balle au prisonnier
2. Si on jouait aux docteurs
3. Si on jouait à 1, 2, 3... soleil
4. Si on jouait à lire des livres
5. Si on jouait à la magie
6. Si on jouait à la marelle
7. Si on jouait à Trap-trap
8. Si on jouait à la maîtresse
9. Si on jouait au gendarme et au voleur
10. Si on jouait à Jacques a dit
11. Si on jouait à Happy Rotter
12. Si on jouait au journal TV
13. Si on jouait à chasse-cache
14. Si on jouait à l'écologie
15. Si on jouait au prince charmant
16. Si on jouait à l’île de l'aventure du danger
17. Si on jouait à la paix
18. Si on jouait à la marchande
19. Si on jouait à papa-maman
20. Si on jouait à se faire peur
21. Si on jouait au babysitting
22. Si on jouait aux espions
23. Si on jouait aux trous d'airs
24. Si on jouait à la quête du Greul
25. Si on jouait au golf
26. Si on jouait au facteur
27. Si on jouait au jeu de piste
28. Si on jouait aux cowboys et aux indiens
29. Si on jouait à voyager dans le temps
30. Si on jouait aux grands
31. Si on jouait aux minopolistes
32. Si on jouait à faire de l'art
33. Si on jouait au cirque
34. Si on jouait à GoodBye Mr. Chat
35. Si on jouait au tribunal
36. Si on jouait aux chaises musicales
37. Si on jouait au paranormal
38. Si on jouait au permis de conduire
39. Si on jouait aux super pouvoirs
40. Si on jouait aux cosmonautes
41. Si on jouait au justicier masqué
42. Si on jouait aux détectives
43. Si on jouait au basket
44. Si on jouait à la chose venue de l'espace
45. Si on jouait à chaud... froid
46. Si on jouait "il était une fois"
47. Si on jouait au tennis
48. Si on jouait aux figurines
49. Si on jouait au gangster poker
50. Si on jouait à devine qui c'est
51. Si on jouait à la dinette
52. Si on jouait à Bye Bye Yoghurt

### Saison 2 (2012-2013)
Kaeloo fut classé au vert par Canal+ pour une deuxième saison en 2012. La deuxième saison de Kaeloo a débuté le 1er décembre 2012 sur Canal+ Family et verra l'apparition de nouveaux personnages en plus du casting initial de la série. Un épisode en avant-première (Si on jouait au Fitness Shaolin) a été diffusé le 10 juin 2012 (sur Canal+) et le 13 juin 2012 (sur Canal+ Family) à l'occasion du festival d'animation d'Annecy. Cette saison a été coproduite par Canal+ et Cube Créative.
1. Si on jouait aux gentlemen cambrioleurs
2. Si on jouait au jeu de la vérité
3. Si on jouait aux dangers domestiques
4. Si on jouait à faire du cheval
5. Si on jouait à Madame Chance
6. Si on jouait à ki c ka raison
7. Si on jouait aux toques toquées
8. Si on jouait au mariage
9. Si on jouait aux vacances… naufragés
10. Si on jouait au WPTM Catch Championship
11. Si on jouait au Fitness Shaolin
12. Si on jouait au McDaube
13. Si on jouait à la clone party
14. Si on jouait à la guerre des yaourts
15. Si on jouait à tutu à gogo
16. Si on jouait au chef d'orchestre
17. Si on jouait à Hallo, Hello, Ola
18. Si on jouait au cache-cache interdimensionnel
19. Si on jouait au manoir du crime
20. Si on jouait au Q.I. de Moignon
21. Si on jouait à cap ou cap
22. Si on jouait à la baballe
23. Si on jouait à Retour vers le super futur
24. Si on jouait à Retour vers le super passé
25. Si on jouait à la fin du monde
26. Si on jouait aux pirates : la Malédiction de Gogol Map
27. Si on jouait aux pirates 2 : la Vengeance de l'Empereur
28. Si on jouait au beach-volley
29. Si on jouait à la malédiction du pharaon
30. Si on jouait aux top models
31. Si on jouait à la boom
32. Si on jouait à la sitcom
33. Si on jouait à pierre, feuilles, ciseaux
34. Si on jouait à la corde à sauter
35. Si on jouait à la course de garçon de café
36. Si on jouait aux Desperados
37. Si on jouait à la comédie musicale
38. Si on jouait au doublage
39. Si on jouait à princesse contre princesse
40. Si on jouait à destination fatale grave
41. Si on jouait aux pompiers
42. Si on jouait à métro boulot dodo
43. Si on jouait au baseball
44. Si on jouait à carotte et co.
45. Si on jouait au karaoké
46. Si on jouait à saute-mouton
47. Si on jouait à Game Over, Level 1
48. Si on jouait à Game Over, Level 2
49. Si on jouait aux Jeux Zérolympiques
50. Si on jouait aux boulettes de papier
51. Si on jouait à Noël givré
52. Si on jouait à Noël givré, la suite

### Saison 3 (2016-2018)
La saison 3 est la saison qui a été réalisée et diffusée le plus longtemps soit 2 ans de production, c'est désormais Télétoon+ qui la co-produit. 

#### Si on jouait à l'épisode très spécial (2016)
Cet épisode spécial est un téléfilm d'animation de 26 minutes réalisé par Rémi Chapotot et Philippe Rolland diffusé le 18 décembre 2016 sur Télétoon+.
Après une énième dispute entre Kaeloo et Monsieur Chat, le Pays Trop Mignon disjoncte et disparaît ! Pour le réinitialiser, un des habitants devra se débarrasser de ses vilaines pensées ! Et c'est Coin-Coin qui va s'en occuper. Malheureusement, la mauvaise pensée de ce dernier repousse au moment de la réinitialisation du Pays Trop Mignon. Le Pays Trop Mignon se transforme en un monde fait que de yaourt, tout le monde en veut à Coin-Coin, surtout Moignon et Kaeloo. Coin-Coin peut encore changer la donne, mais Moignon va essayer de créer son propre monde. Les Z'amis doivent absolument l'en empêcher.

#### Épisodes normaux (2017-2018)
Le 11 mars 2016, Télétoon+ classe Kaeloo au vert et renouvelle la série pour une troisième saison diffusée depuis le 4 septembre 2017 sur Télétoon+, cette saison comporte 45 épisodes. L'épisode Si on jouait à Gaga du trône est sorti en avant-première le 21 juillet 2017 sur YouTube. La saison 3 a été coproduite par Télétoon+ et Cube Créative.
1. Si on jouait au vide-grenier
2. Si on jouait à se faire coffrer
3. Si on jouait à l'espèce supérieure
4. Si on jouait aux jolis mots
5. Si on jouait aux vampires
6. Si on jouait à la tivi trop jolie
7. Si on jouait à la petite entreprise
8. Si on jouait au procès de Moignon
9. Si on jouait au mouton vote
10. Si on jouait à la barbichette
11. Si on jouait à chercher Ursula... désespérément
12. Si on jouait au réchauffement climatique
13. Si on jouait à j'te like
14. Si on jouait à la porte
15. Si on jouait à la reine des corsaires
16. Si on jouait à l'entretien d'embauche
17. Si on jouait aux contes de fées, la séquelle
18. Si on jouait à l'au-delà
19. Si on jouait aux gladiateurs télépathes
20. Si on jouait à gaga du trône
21. Si on jouait à "il fait quoi ton père ?"
22. Si on jouait à la mythologie
23. Si on jouait à la cour des miracles
24. Si on jouait à va pas te coucher
25. Si on jouait à garçons-filles
26. Si on jouait à garder le sourire
27. Si on jouait à avoir de nouveaux zamis
28. Si on jouait à Jetset vs. Jahjah
29. Si on jouait à se répliquer
30. Si on jouait à faire des économies
31. Si on jouait à l'école des mythos
32. Si on jouait au chasseur
33. Si on jouait à être psycho-retapé
34. Si on jouait à la vie privée de Ratman
35. Si on jouait aux sorcières mignonnes
36. Si on jouait à Voice Academy
37. Si on jouait aux journalistes d'investigation
38. Si on jouait à jouer dans le noir
39. Si on jouait à vroum vroum
40. Si on jouait à la gueguerre
41. Si on jouait au téléphone très smart
42. Si on jouait à sauver la banquise
43. Si on jouait avec Eugly
44. Si on jouait à être fan
45. Si on jouait à ch'uis trop mad

### Saison 4 (2019-2020)
La série est renouvelée pour une quatrième saison qui est diffusée à partir du 6 janvier 2020 sur Télétoon+.
1. Si on jouait à la lettre
2. Si on jouait à la forêt à fessées
3. Si on jouait aux cartes
4. Si on jouait à Voice Academy 2
5. Si on jouait aux agents immobiliers
6. Si on jouait à cupidon.com
7. Si on jouait aux amis imaginaires
8. Si on jouait à silence on tourne
9. Si on jouait aux mauvais élèves
10. Si on jouait au patinage artistique
11. Si on jouait à l'Escape Room
12. Si on jouait à devine mon job
13. Si on jouait à la symphonie en rire majeur
14. Si on jouait pour gagner
15. Si on jouait au coffre mystérieux
16. Si on jouait à créer le besoin
17. Si on jouait à ni oui ni non ni banane
18. Si on jouait à la rédaction
19. Si on jouait aux belles histoires de mr chat
20. Si on jouait à la Mère Noël
21. Si on jouait à t'es pas net
22. Si on jouait à l'enquête délicate
23. Si on jouait aux histoires de fantôme
24. Si on jouait à suikidikiyé
25. Si on jouait à super vegan
26. Si on jouait au mécano quantique
27. Si on jouait à la kousinade
28. Si on jouait à gratte-moi si tu peux
29. Si on jouait aux moutons avocats
30. Si on jouait à la diplomatie de l'amour
31. Si on jouait au train du dodo
32. Si on jouait à cartoon sinon rien
33. Si on jouait à faire des histoires
34. Si on jouait au pays trop parfait
35. Si on jouait à la commedia dell'arte
36. Si on jouait à en voir de toutes les couleurs
37. Si on jouait au déménagement de ratman
38. Si on jouait aux têtes en boîtes
39. Si on jouait au génie de l'ordi
40. Si on jouait à mr mout et les neuneus
41. Si on jouait au multiversaire
42. Si on jouait à l'astre au logis
43. Si on jouait à faut que ça ruisselle
44. Si on jouait à questions-réponses
45. Si on jouait aux modos
46. Si on jouait à la boucle infernale
47. Si on jouait au grand livre du destin
48. Si on jouait à la saga du Greul: chapitre 1
49. Si on jouait à la saga du Greul: chapitre 2
50. Si on jouait à la saga du Greul: chapitre 3
51. Si on jouait toute seule
52. Si on jouait à faire un épisode

### Saison 5 (2023)
La saison 5 de Kaeloo a été annoncé le 15 juin 2021 au Festival d'Annecy. Composée de 39 épisodes la saison était initialement prévu pour janvier 2022 mais a finalement été reporté en janvier 2023 puis en avril 2023. Elle est diffusée à partir du 8 avril 2023 sur Canal+ Kids.
1. Si on jouait avec la règle
2. Si on jouait à chat perdu
3. Si on jouait avec Vitamine
4. Si on jouait à... bien faire
5. Si on jouait au goût des champs
6. Si on jouait à être drôle
7. Si on jouait avec Nombril
8. Si on jouait au karma quizz
9. Si on jouait aux règles de l'art
10. Si on jouait à la pétanque cosmique
11. Si on jouait à... cours, rumeur ! Cours !
12. Si on jouait avec... Lavanade
13. Si on jouait avant... que ça arrive
14. Si on jouait à colin-maillard
15. Si on jouait chacun de son côté
16. Si on jouait avec qualité
17. Si on jouait contre Cramoisie
18. Si on jouait à avoir des idées, ou pas, ou plus
19. Si on jouait au concours des Mère Noël
20. Si on jouait au cinéma
21. Si on jouait au cinéma, la suite
22. Si on jouait avec Ardoise
23. Si on jouait à... vous avez changé
24. Si on jouait à l'exercice de style
25. Si on jouait avec Poucave ?
26. Si on jouait aux messagers
27. Si on jouait à la fête des fous-fous
28. Si on jouait à... tous ensemble
29. Si on jouait à la chasse aux chaussettes
30. Si on jouait avec Violasse
31. Si on jouait à la chasse à la grenouille
32. Si on jouait à l'interrogation
33. Les origines de Coin-Coin
34. Si on jouait à tout se dire
35. Si on jouait au coach à coacher
36. Si on jouait aux maîtres des jeux - partie 1
37. Si on jouait aux maîtres des jeux - partie 2
38. Si on jouait aux maîtres des jeux - partie 3
39. Si on jouait avec les sœurs